# Israel Discount Bank
L'Israel Discount Bank est une banque israélienne, créée en 1935, avant même la création de l'État juif.